# جورج بينوا
جورج بينوا (بالفرنسية: Georges Benoît)‏ (و. 1883 – 1942 م) هو ممثل، ومخرج سينمائي من فرنسا . ولد في باريس .
توفي عن عمر يناهز 59 عاماً.

## روابط خارجية
- جورج بينوا على موقع IMDb (الإنجليزية)
- جورج بينوا على موقع ألو سيني (الفرنسية)
- جورج بينوا على موقع أول موفي (الإنجليزية)
- جورج بينوا على موقع قاعدة بيانات الأفلام السويدية (السويدية)
- جورج بينوا على موقع قاعدة بيانات الفيلم (الإنجليزية)
- جورج بينوا على موقع كينوبويسك (الروسية)